# Coupe de l'île de Man féminine de football
La Coupe de l'île de Man féminine de football (Sure Mobile Womens FA Cup) est une compétition de football féminin. Il existe aussi la HSBC Cup.

## Les compétitions
Pour la FA Cup, elle se déroule en trois tours, quarts de finale, demi-finales et finale. Tous les matchs se jouent en une manche. La finale se dispute en avril.
En ce qui concerne la HSBC Cup, la finale se dispute en janvier.

## Palmarès FA Cup
- 2001-2002: Rushen United
- 2002-2003: Rushen United
- 2003-2004: Douglas Royal
- 2004-2005: Rushen United
- 2005-2006: Douglas Royal
- 2006-2007: Douglas Royal
- 2007-2008: Douglas Royal
- 2008-2009: Castletown
- 2009-2010: Corinthians
- 2010-2011: Douglas Royal
- 2011-2012: Corinthians
- 2012-2013: Corinthians
- 2013-2014: Gymnasium Womens
- 2014-2015: Corinthians
- 2015-2016: Peel
- 2016-2017: Douglas Royal

### Bilan par clubs
- 6 victoires: Douglas Royal
- 4 victoires: Corinthians
- 3 victoires: Rushen United
- 1 victoire: Castletown, Gymnasium Womens, Peel

## Palmarès HSBC Cup
- 1999-2000: Douglas Royal
- 2000-2001: Old Boys
- 2001-2002: Rushen United
- 2002-2003: Union Mills
- 2003-2004: Douglas Royal
- 2004-2005: Malew
- 2005-2006: Malew
- 2006-2007: Rushen United
- 2007-2008: Corinthians
- 2008-2009: Douglas Royal
- 2009-2010: Corinthians
- 2010-2011: Douglas Royal
- 2011-2012: Corinthians
- 2012-2013: Douglas Royal
- 2013-2014: Corinthians
- 2014-2015: Douglas Royal
- 2015-2016: Corinthians
- 2016-2017: Douglas Royal

### Bilan par clubs
- 7 victoires: Douglas Royal
- 5 victoires: Corinthians
- 2 victoires: Rushen United, Malew
- 1 victoire: Old Boys, Union Mills